# Селище (Угранский район)
Селище — деревня в Угранском районе Смоленской области России. Входит в состав Ключиковского сельского поселения. 
Население — 12 жителей (2007 год). 
Расположена в юго-восточной части области в 13 км к югу от Угры, в 5 км восточнее автодороги Знаменка-Спас-Деменск, на берегу реки Баскаковка. В 8 км юго-восточнее от деревни находится железнодорожная станция Баскаковка на линии Торжок-Брянск. 

## История
В годы Великой Отечественной войны деревня была оккупирована гитлеровскими войсками в октябре 1941 года, освобождена в марте 1943 года.